# Baptysterium Ortodoksów w Rawennie

Mozaiki na sklepieniu Baptysterium Ortodoksów

Baptysterium Ortodoksów (później nazywane Baptysterium Neonianów) – baptysterium w Rawennie. Jedno z najlepiej zachowanych baptysteriów zbudowanych w V wieku i jednocześnie najstarszy zabytek Rawenny. Od 1996 jest wpisane na Listę Światowego Dziedzictwa UNESCO.
Nazwa „Baptysterium Ortodoksów” powstała w celu odróżnienia obiektu od pełniącego takie same funkcje „Baptysterium ariańskiego”, wzniesionego w Rawennie przez króla Ostrogotów Teodoryka Wielkiego. Obydwa obiekty, funkcjonujące w tym samym czasie, potwierdzają współistnienie w Rawennie dwóch różnych społeczności chrześcijańskich.
Baptysterium powstało z przebudowanej łaźni rzymskiej. Prace rozpoczęto z polecenia biskupa Ursusa pod koniec IV wieku, końcowy kształt uzyskało w II połowie V wieku w czasach biskupa Neona. Powstawało jako aneks do wielkiej bazyliki, zniszczonej w 1734. Ośmioboczną, ceglaną budowlę, założoną na planie centralnym i nakrytą niskim dachem namiotowym krytym dachówką oświetla osiem okien. Posadzka baptysterium znajduje się obecnie ok. 3 metry poniżej poziomu gruntu, co znacząco zmienia aspekt wizualny budowli.
We wnętrzu centralną część budowli zajmuje wielki basen chrzcielny (piscina), w którym dokonywano chrztu przez zanurzenie całej postaci. W pasie nisz okiennych biegnie ciąg arkad ozdobionymi płaskorzeźbami, na których przedstawiono postacie 16 proroków. Sklepienia nad niszami zdobi stiukowa dekoracja złożona z różnych motywów roślinnych i zoomorficznych. Na kopule znajduje się mozaika z II połowy V wieku, której centralną część zdobi przedstawienie Chrztu Jezusa w Jordanie. Wokół środkowego obrazu przedstawiono wizerunki 12 apostołów. Najniższy krąg stanowią wyobrażenia symboliczne: występujące na przemian ołtarz z otwartą księgą oraz tron, na którym spoczywa krzyż, tzw. Etimasia.

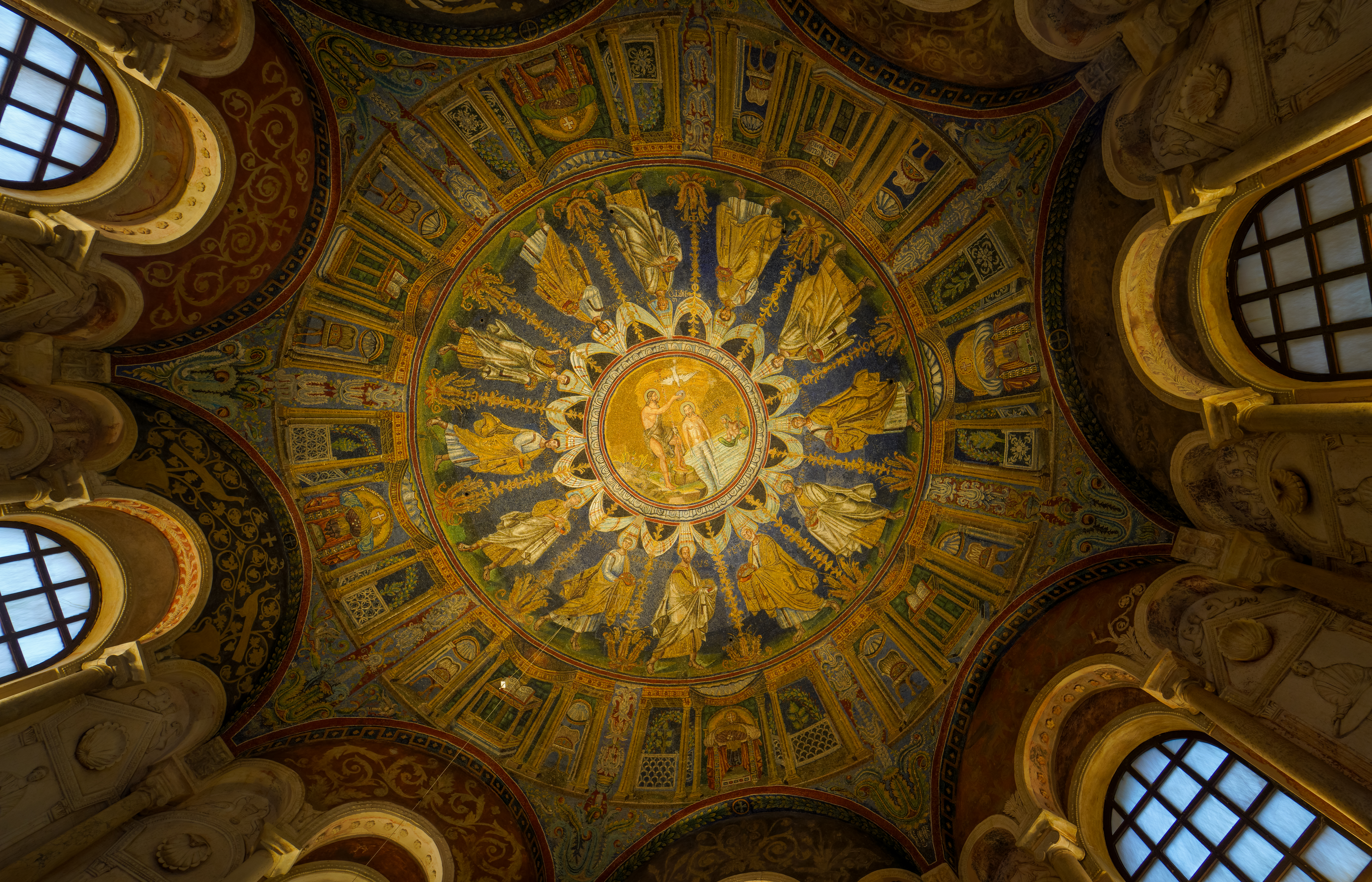
Mozaiki na sklepieniu
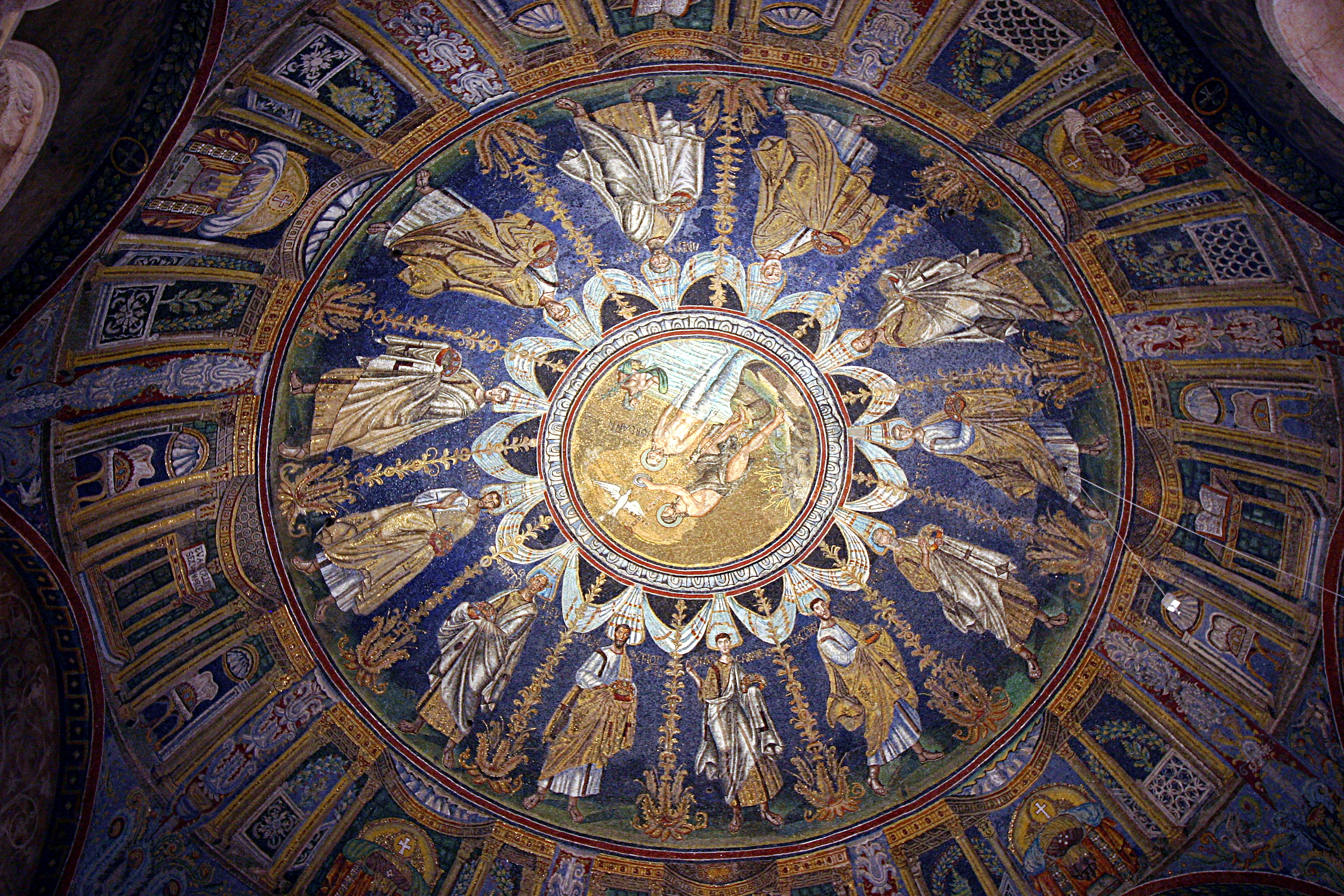
Mozaiki na sklepieniu
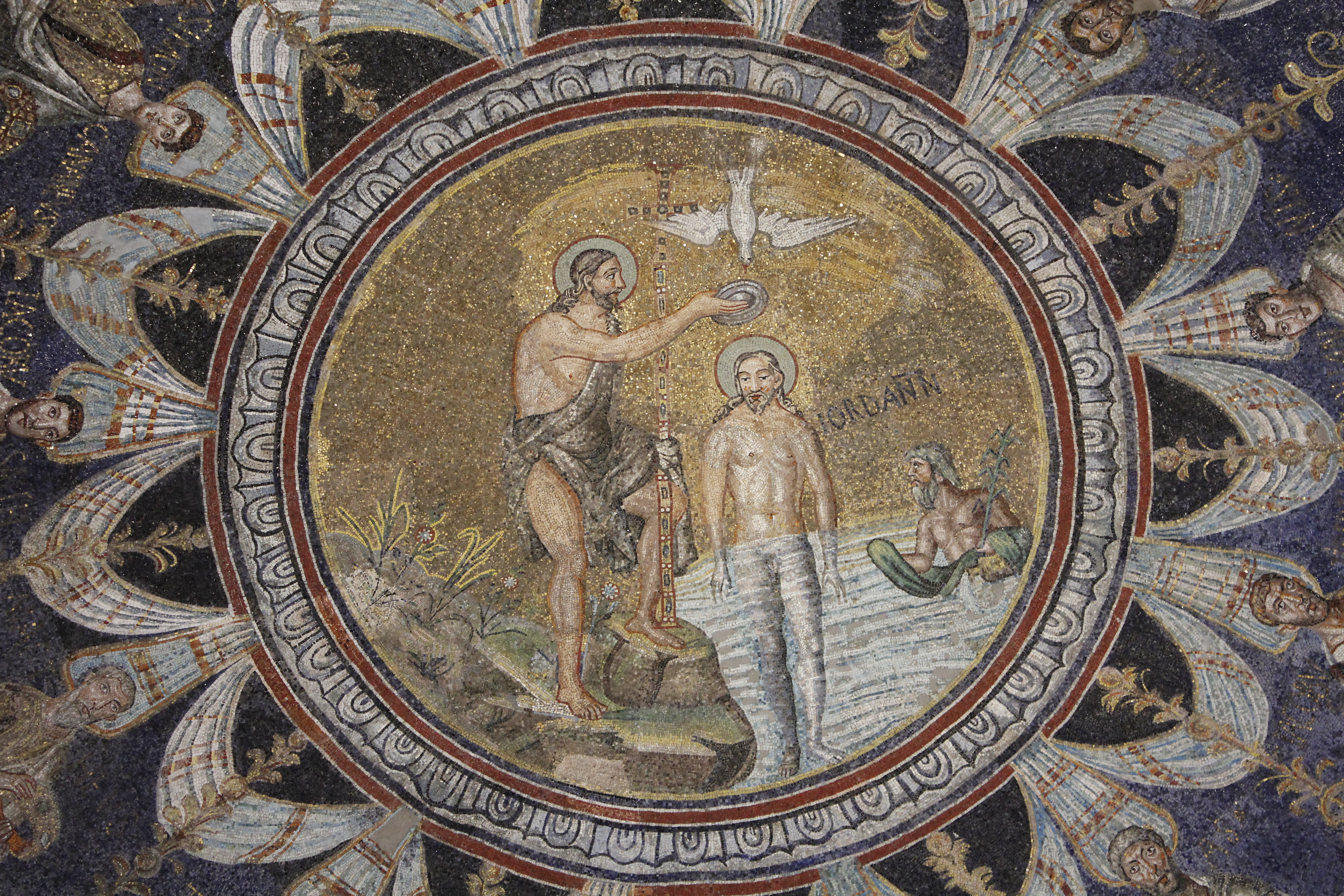
Chrzest Chrystusa – fragment mozaiki na sklepieniu
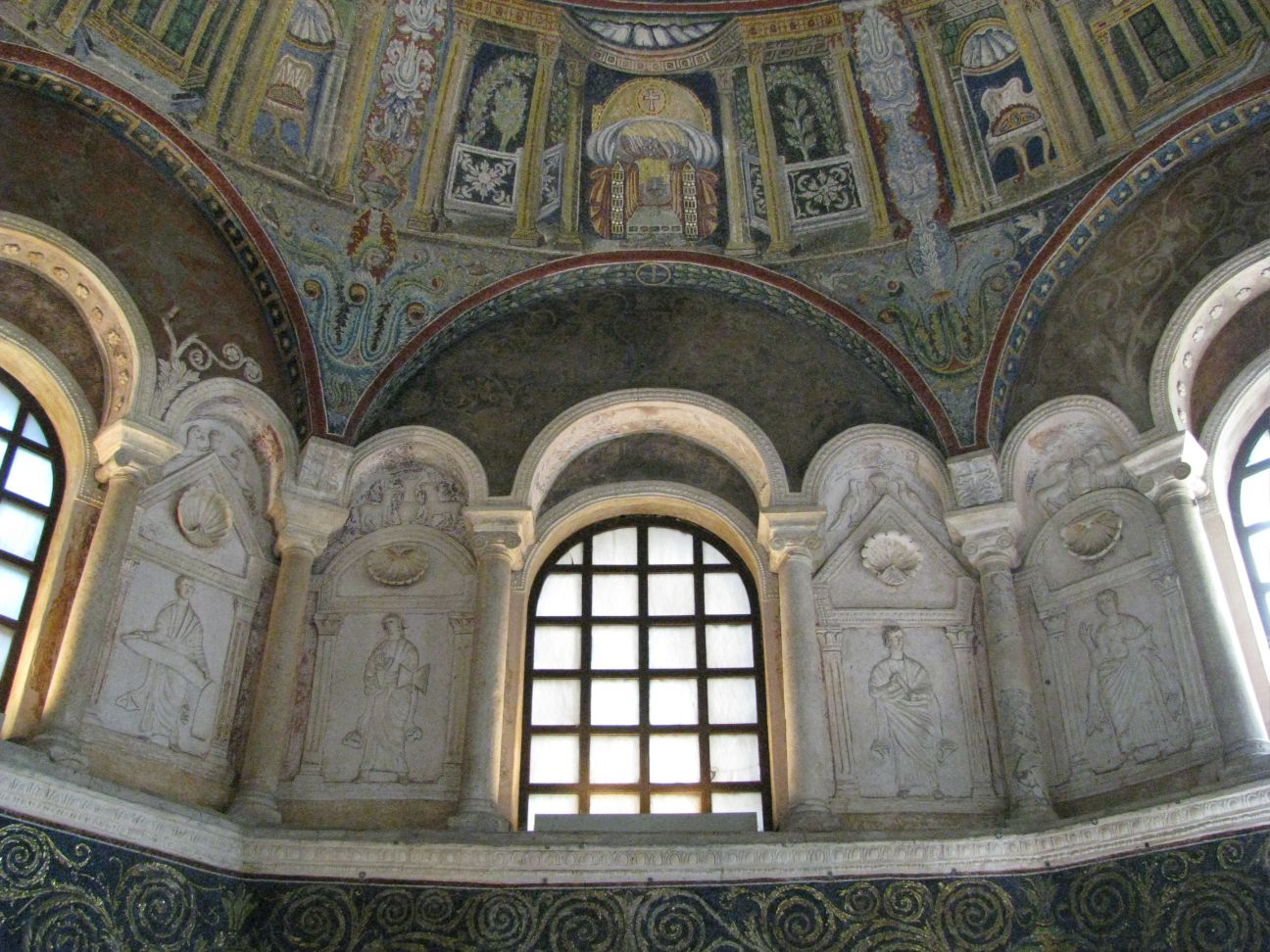
Wnętrze
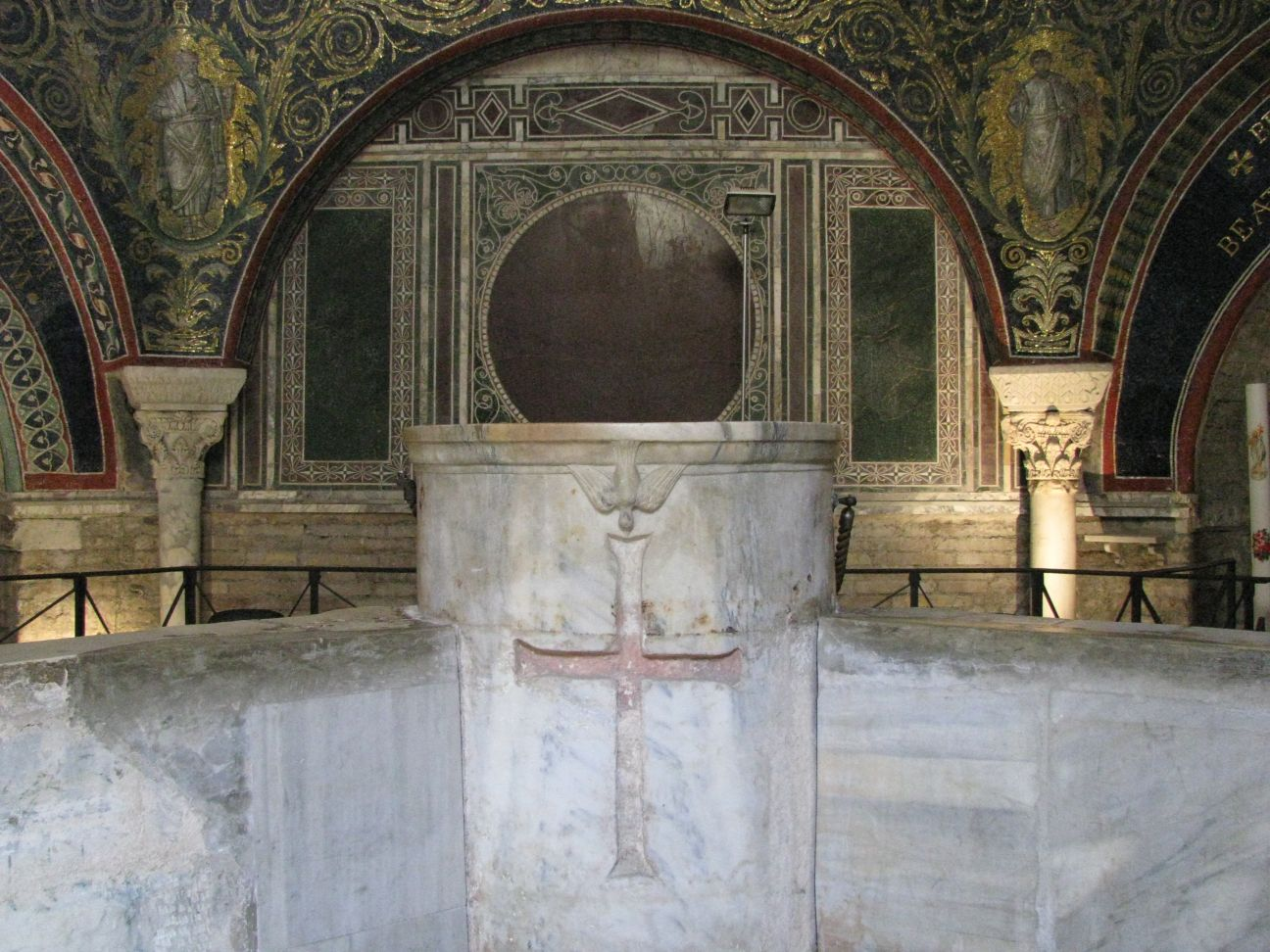
Wnętrze
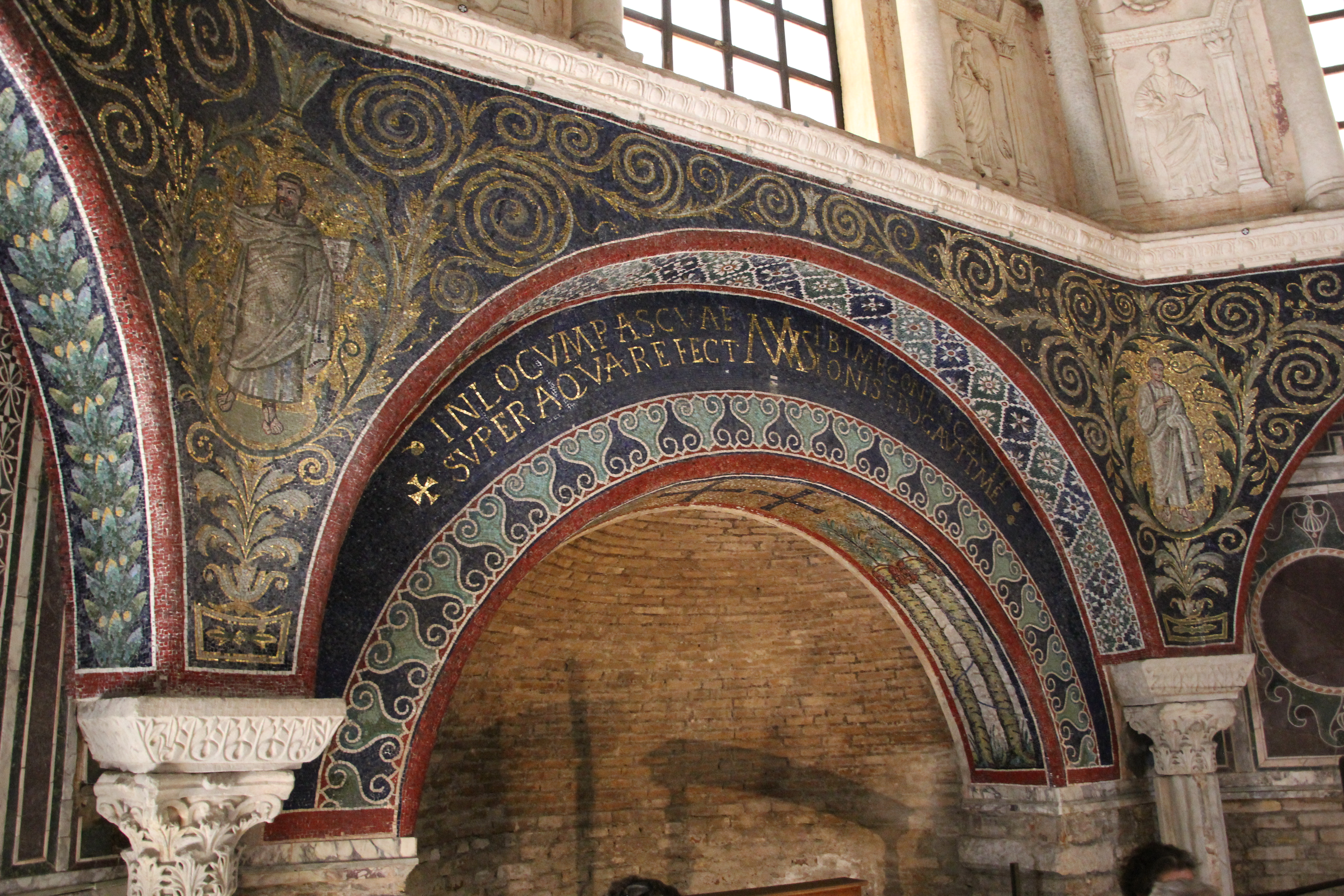
Wnętrze
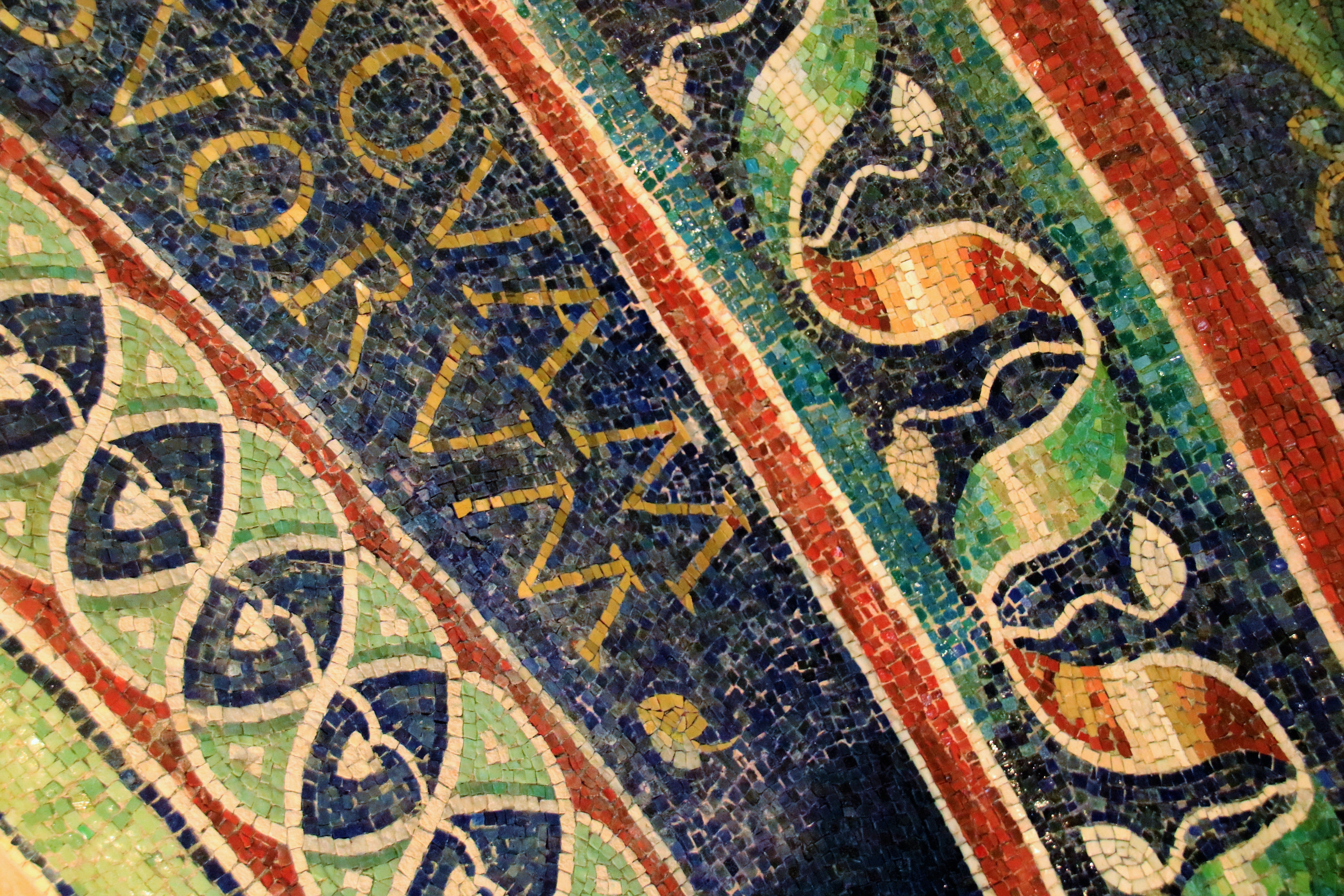
Fragment mozaiki
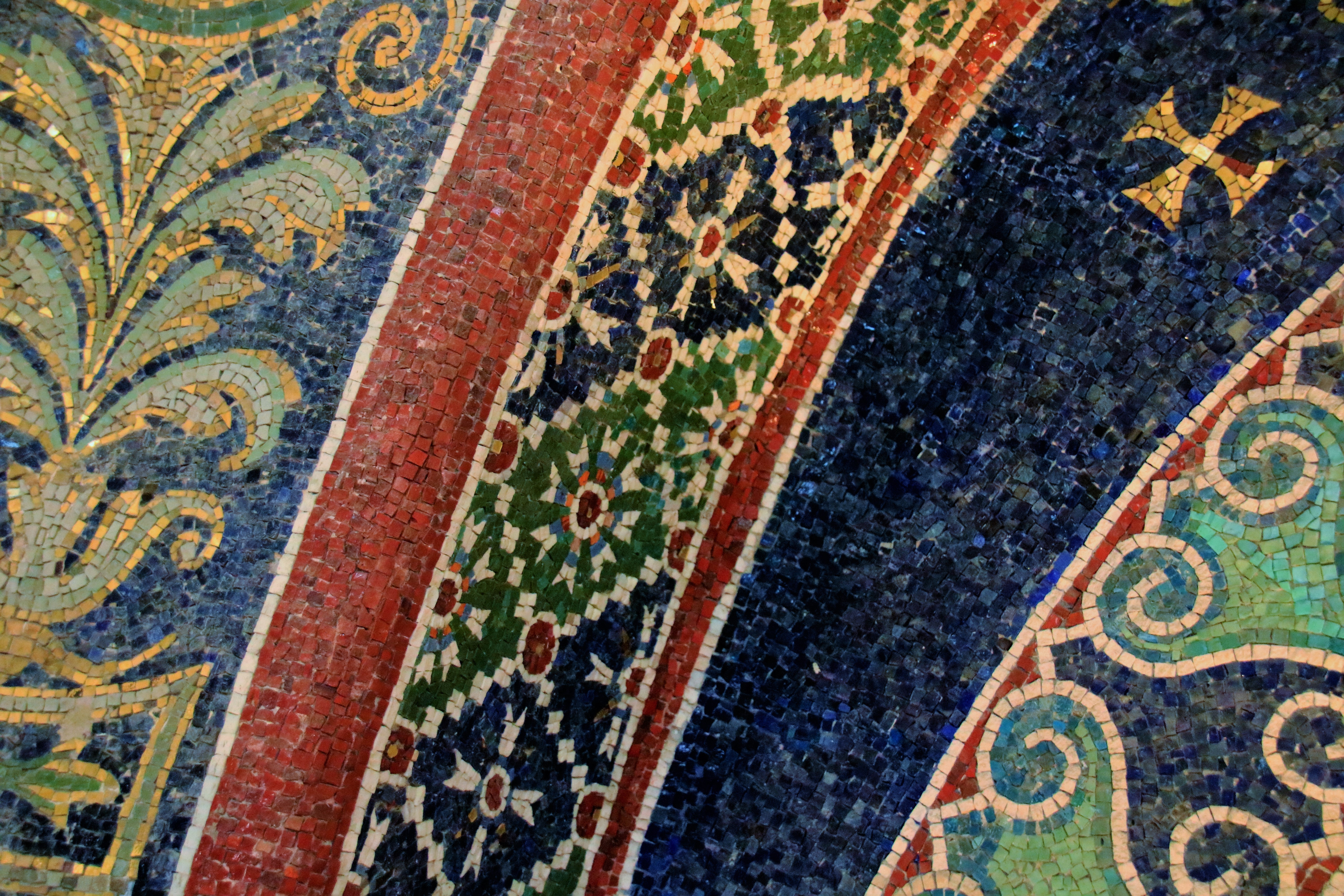
Fragment mozaiki